# Dzwonnik z Notre Dame (film 1982)
Dzwonnik z Notre Dame – amerykańsko-brytyjski melodramat z 1982 roku na podstawie powieści "Katedra Marii Panny w Paryżu" Victora Hugo.

## Główne role
- Anthony Hopkins – Quasimodo
- Derek Jacobi – Dom Claude Frollo
- David Suchet – Clopin Trouillefou
- Gerry Sundquist – Pierre Gringoire
- Tim Pigott-Smith – Philippe
- John Gielgud – Charmolue
- Robert Powell – Phoebus
- Lesley-Anne Down – Esmeralda

## Fabuła
Quasimodo, garbaty dzwonnik katedry Notre Dame poznaje piękną cygańską tancerkę Esmeraldę, tak samo jak opiekun Quasimoda, archidiakon katedry Frollo i ubogi poeta. Ale Esmeralda kocha jednorękiego żołnierza. Kiedy złodziej uznaje ją za czarownicę, to Quasimodo ją ratuje i udziela schronienia w katedrze.

## Nagrody i nominacje
Nagroda Emmy 1982
- Najlepszy aktor w miniserialu lub filmie telewizyjnym – Anthony Hopkins (nominacja)